# Silvio de Abreu
Silvio Eduardo de Abreu (São Paulo, 20 de diciembre de 1942) es un actor, director, guionista y autor de telenovelas, series y miniseries brasileño. En sus obras, se hizo famoso por la adaptación de estilo policial ambientados en São Paulo, ciudad donde reside. Entre sus telenovelas más famosas son Guerra dos Sexos, La próxima víctima, Belíssima, Passione.
Actualmente es el nuevo jefe del Fórum Dramatúrgico de la emisora Rede Globo. Su misión es estudiar cada sinopsis antes de salir al aire y restablecer la audiencia del género (en franca picada en los últimos años).

## Biografía
Licenciado en escenografía por la Escuela de Arte Dramático de la Universidad de São Paulo (EAD-USP). La carrera comenzó cuando trabajaba como un actor poco conocido en el teatro (Tchin Tchin, junto a Cleyde Yáconis y Stênio Garcia), la telenovela (A Muralha, Os Estranhos e A Próxima Atração) y el cine (A Super Fêmea, con Vera Fischer y John Herbert). Después de este período, se convirtió en director de muy identificado con las películas llamadas pornochanchada, este género muy en evidencia en el cine nacional de los años 70, como el árbol de sexos (1977) y de objetos Mujer (1980). También fue asistente de Carlos Manga en la película El Marginal.
Su debut como autor de telenovelas se llevó a cabo en 1977 para adaptar en colaboración con el crítico de cine Rubens Ewald Filho clásica novela Éramos Seis de María José Dupré, la tercera versión de la televisión, que logró un éxito importante y ha formado alianzas con dos actores que sería común en obras posteriores: Gianfrancesco Guarnieri y Nicete Bruno. Se trasladó a la Globo luego con Pecado Rasgado (1978). La novela no fue un éxito, debido en parte a la inexperiencia de Silvio en el medio y los desacuerdos con el director de la trama, Régis Cardoso, que terminó provocando un alejamiento del medio televisivo.
Sustituyó al consagrado Cassiano Gabus Mendes, a quien ve como una gran influencia en la redacción del texto de plumas y lentejuelas (1080). El autor había sufrido un ataque al corazón y sin siquiera saberlo su nombre estaba indicado personalmente para reemplazarlo, Silvio fácilmente había aceptado esta tarea y, curiosamente sin ver siquiera un capítulo de la historia, dirigida a los niveles récord de audiencia. Continúa con la novela Juego de la vida (1981), otro gran éxito, con base en el argumento de Janet Clair. Luego vinieron otras muchas novelas exitosas: Guerra de Sexos (1983) que lo hizo famoso a nivel nacional, Cambalacho (1986) y Sassaricando (1987).
Las principales producciones en los años 90 eran La reina de la chatarra (1990), que marcó el debut del autor en el prime time, que Dios nos ayude (1992), y el policial La próxima víctima (1995), que mostró la clave pública y temas controvertidos como la prostitución por vocación, la homosexualidad masculina y el adulterio. Para exportar al extranjero, era necesario crear otro resultado de manera que no se perdiera el misterio. Silvio también eliminó algunas escenas con el fin de mantener la coherencia de la historia. La siguiente novela, Torre de babel (1998), recibió muchas críticas negativas y causó controversia debido a escenas excesivas de los problemas de violencia y hacer frente, como el lesbianismo, el uso de drogas, la violencia doméstica y el asesinato a sangre fría. También escribió la miniserie Boca do lixo (1990), que consagró a la actriz Sylvia Pfeifer, en ese entonces principiante. El autor renovó el lenguaje de la televisión a través de la utilización de un estilo más cinematográfico, ágil y vibrante, y la incorporación de la comedia sin sentido, slapstick, como género intermedio.   
También escribió al horario de las siete Hijas de la Madre (2001), un fiasco en audiencia que incluso tuvo su fin anticipado en dos meses.
Silvio, además de ser maestro de la comedia, es también maestro del policial reflejado en La próxima víctima, emitida en 1995, recientemente volvió a utilizar este recurso en sus últimas producciones como Belissima (2005) y Passione (2010). Otra característica importante de Silvio es la repetición de personajes de novelas, como La reina de la chatarra donde el personaje de Doña Armenia (Aracy Balabanian) y sus tres hijos de vuelta en su próxima novela (Dios nos ayude), y mantarraya de Cacá Carvalho, originalmente en la Torre de Babel y más tarde en Belíssima (2005) otro gran éxito del autor. 
También fue el supervisor de texto de Carlos Lombardi en la primera novela de este como autor titular: Vereda tropical (1984) y de João Emanuel Carneiro en El color del pecado, también primera novela en solitario (2004), ambos con gran éxito. Ejerció nuevamente esta función el aprimera novela de Elizabeth Jhin, Eterna Magia (2007) y la Belleza Pura (2008) de impacto moderado única novela escrita por la autora Andréa Maltarolli, fallecida prematuramente poco tiempo después de su debut.
Volvió como titular en 2010 con la telenovela Passione, emitida en el horario central de las 8 p. m. que no dejó de abordar temas repetidos como secretos familiares y asesinatos ocultos. 
En 2012, se estrenó la nueva versión de Guerra de sexos telenovela homónima de su propia autoría. La serie, sin embargo, no terminó alcanzando el mismo éxito de la primera versión en 1983. La trama de Abreu terminó con un promedio de poco más de 22 puntos en el gran São Paulo, plaza de gran importancia, especialmente en el mercado de la publicidad.
En 2014, supervisa Alto Astral, novela de Daniel Ortiz, basada en la sinopsis entregada por André Maltarolli antes de su muerte. También en 2014, asume el foro novela de Tv Globo, además de ser considerado como responsable del Departamento de Drama en la estación.
Otra de las características de sus novelas es la ambientación constante en la ciudad de São Paulo y el retrato de grandes empresas o tiendas que generalmente dan lugar al hilo de la trama. Abreu también suele tener personajes luchadores de boxeo o artes marciales en la mayoría de sus novelas.
Fernanda Montenegro, Aracy Balabanian, Tony Ramos, Glória Menezes, Lima Duarte, Irene Ravache, Francisco Cuoco, Maitê Proença, Edson Celulari, Cláudia Raia, Alexandre Borges, Cláudia Ohana, Emiliano Queiroz, Cleyde Yáconis, Flávio Migliaccio, Vera Holtz, Reynaldo Gianecchini y Mariana Ximenes son actores "fetiches" en sus parcelas y, a menudo han actuado en la mayoría de sus novelas. 
En 2013, Silvio de Abreu lanzó el libro "Crímenes en Prime Time" - Teledramaturgia de Silvio de Abreu en Río de Janeiro y São Paulo. La obra escrita por Raphael Scire, tiene un prólogo de Gilberto Braga y cuenta la historia de Silvio y su trabajo como actor, director y autor de telenovelas.
En 2014, Silvio, en una entrevista con Michelle Vaz, dijo que no pretende hacer más novelas provisionalmente. Dado que es el nuevo director de dramatizados diarios de la emisora Tv Globo, quiere dedicarse únicamente a supervisar a los nuevos autores. Para reemplazarlo en ese espacio de las 21h, Maria Adelaide Amaral y Vincent Villari escriben su primera novela para el horario, con la previsión de debut para el año 2016.

## Trabajos en Televisión

### Como autor
Telenovelas
| Año       | Trabajo             | Función                                         | Emisora    | Socios titulares                                   |
| --------- | ------------------- | ----------------------------------------------- | ---------- | -------------------------------------------------- |
| 2015      | Babilônia           | Él escribió algunos capítulos                   | Rede Globo | Gilberto Braga Ricardo Linhares João Ximenes Braga |
| 2014 2015 | Alto Astral         | Supervisor de texto                             | Rede Globo | Daniel Ortiz                                       |
| 2012 2013 | Guerra dos Sexos    | autor principal remake                          | Rede Globo |                                                    |
| 2010 2011 | Passione            | autor principal                                 | Rede Globo |                                                    |
| 2008      | Belleza pura        | Supervisor de texto                             | Rede Globo | Andréa Maltarolli                                  |
| 2007      | Eterna Magia        | Supervisor de texto                             | Rede Globo | Elizabeth Jhin                                     |
| 2005 2006 | Belíssima           | autor principal                                 | Rede Globo |                                                    |
| 2004      | El color del pecado | supervisión de texto                            | Rede Globo | João Emanuel Carneiro                              |
| 2001 2002 | As Filhas da Mãe    | autor principal                                 | Rede Globo | Alcides Nogueira Bosco Brasil                      |
| 1998 1999 | Torre de Babel      | autor principal                                 | Rede Globo | Alcides Nogueira                                   |
| 1997 1998 | Anjo Mau            | Supervisor de texto                             | Rede Globo | Maria Adelaide Amaral                              |
| 1995      | La próxima víctima  | autor principal                                 | Rede Globo | Alcides Nogueira Maria Adelaide Amaral             |
| 1994      | Éramos Seis         | autor principal (remake)                        | SBT        | Rubens Ewald Filho                                 |
| 1992 1993 | Deus Nos Acuda      | autor principal                                 | Rede Globo | Alcides Nogueira Maria Adelaide Amaral             |
| 1990      | Rainha da Sucata    | autor principal                                 | Rede Globo |                                                    |
| 1987 1988 | Sassaricando        | autor principal                                 | Rede Globo |                                                    |
| 1986      | Cambalacho          | autor principal                                 | Rede Globo |                                                    |
| 1984 1985 | Vereda Tropical     | supervisor de texto                             | Rede Globo | Carlos Lombardi                                    |
| 1983      | Guerra dos Sexos    | autor principal                                 | Rede Globo | Carlos Lombardi                                    |
| 1981 1982 | Jogo da Vida        | autor principal                                 | Rede Globo | argumento de Janete Clair                          |
| 1980 1981 | Plumas e Paetês     | autor principal sustituto al final de la novela | Rede Globo | Cassiano Gabus Mendes                              |
| 1978 1979 | Pecado Rasgado      | autor principal                                 | Rede Globo |                                                    |
| 1977      | Éramos Seis         | autor principal                                 | TV Tupi    | Rubens Ewald Filho                                 |

Miniserie / Serie
| Año  | Trabajo          | Emisora    | Función                                   |
| ---- | ---------------- | ---------- | ----------------------------------------- |
| 2003 | Sob Nova Direção | Rede Globo | Supervisión de texto y creación de piloto |
| 1990 | Boca do Lixo     | Rede Globo | autor principal                           |

Musical
| Año  | Trabajo          | Emisora    | Función         |
| ---- | ---------------- | ---------- | --------------- |
| 1995 | Não Fuja da Raia | Rede Globo | autor principal |

Programas
| Año  | Trabajo           | Emisora               | Función                                                       | Socios Titulares |
| ---- | ----------------- | --------------------- | ------------------------------------------------------------- | ---------------- |
| 1981 | Hebe Camargo      | Rede Bandeirantes     | escritor, creador de la frase "derecho de ser, ahora"         |                  |
| 1979 | Telecurso 2º Grau | Rede Globo TV Cultura | autor principal del portugués, Literatura Brasileña y Química | Carlos Lombardi  |
| 1978 | Cabaret Literário | TV Cultura            | autor principal                                               |                  |

Teleteatro
| Año  | Trabajo  | Emisora    | Episodios                                                                      | Función         |
| ---- | -------- | ---------- | ------------------------------------------------------------------------------ | --------------- |
| 1976 | Teatro 2 | TV Cultura | "Caja-fuerte" "La reina de corazones y el rey de Cuba" y "días de rock de hoy" | autor principal |

### Como actor
Televisión y cine
| Año       | Trabajo                   | Emisora         | Personaje                                                           |
| --------- | ------------------------- | --------------- | ------------------------------------------------------------------- |
| 2010      | Ti Ti Ti                  | Rede Globo      | Él aparece en la presentación del libro de la Estela (Mila Moreira) |
| 2003      | Cena Aberta               | Rede Globo      | Doctor en el episodio Folhetim                                      |
| 2001      | As Filhas da Mãe          | Rede Globo      | La entrega del Oscar Lulu Luxemburgo                                |
| 1986      | Cambalacho                | Rede Globo      | Boda sacerdote Nana y jejé                                          |
| 1971      | Editora Mayo, Bom Dia     | TV Record       | Adjunto Damasceno Righi Salomón                                     |
| 1970 1971 | A Próxima Atração         | Rede Globo      | Damasco                                                             |
| 1970      | Dom Camilo e os cabeludos | TV Tupi         |                                                                     |
| 1969      | Dez Vidas                 | TV Excelsior    |                                                                     |
| 1969      | Sangue do Meu Sangue      | TV Excelsior    |                                                                     |
| 1968      | Os Estranhos              | TV Excelsior    |                                                                     |
| 1968      | A Muralha                 | TV Excelsior    | Abreu                                                               |
| 1967      | Os Miseráveis             | TV Bandeirantes |                                                                     |
| 1967      | O Grande Segredo          | TV Excelsior    | Juvenal                                                             |
| 1967      | TV de Vanguarda           | TV Tupi         | Varios                                                              |

### Como director
Programas
| Año  | Trabajo           | Emisora               | Función                                                | Socios Titulares |
| ---- | ----------------- | --------------------- | ------------------------------------------------------ | ---------------- |
| 1979 | Telecurso 2º Grau | Rede Globo TV Cultura | Director del portugués, Literatura Brasileña y Química |                  |
| 1970 | Aplauso           | Rede Record           | Asistente de dirección                                 | Carlos Manga     |

## Trabajos en Cine

### Como guionista
- 1981 - Mulher Objeto - la adaptación / guion final
- 1975 - Assim era a Atlântida
- 1974 - Gente que Transa

### Como director
- 1981 - Mulher Objeto
- 1977 - Elas São do Baralho
- 1976 - A Árvore dos Sexos
- 1975 - Assim era a Atlântida
- 1974 - Gente Que Transa

### Como actor
- 2008 - A Guerra dos Rocha - Pianista de la festa
- 2004 - Sexo, Amor e Traição
- 2002 - Helena
- 1984 - Memórias do Cárcere
- 1973 - A Superfêmea - contacto de la agencia
- 1972 - A Marcha
- 1968 - Panca de Valente

## Trabajos en Teatro

### Como autor
- 1995 - Caia na Raia
- 1994 - Capital Estrangeiro
- 1993 - Nas raias da loucura
- 1991 - Não Fuja da Raia

### Como actor
- 1971 - Os Últimos
- 1967 - Marat/Sade
- 1966 - A Alma Boa de Set-Suan
- 1965 - Antígone
- 1965 - Tchin-tchin
- 1965 - O Anjo Peralta
- 1964 - A Ópera dos Três Vinténs
- 1964 - Círculo de Champagne
- 1964 - Vereda da Salvação

### Como director
- 1972 - O Homem do Princípio ao Fim
- 1969 - Não se preocupe, Dóris, tudo vai acabar bem
- 1968 - As Criadas (asistente de dirección)
- 1966 - As Fúrias (asistente de dirección)